# باول بانكروفت
باول بانكروفت (بالإنجليزية: Paul Bancroft)‏ هو لاعب كرة قدم بريطاني في مركز الوسط، ولد في 10 سبتمبر 1964 في دربي في المملكة المتحدة. لعب مع نونيتون بورو ‏.